# 감물로
감물로(Gammul-ro)는 충청북도 증평군 감물면 신기삼거리에서 괴산군 불정면 불정사거리를 잇는 61km 도로이다.

## 주요 경유지
충청북도
- 증평군 (감물면) - 괴산군 (불정면)

## 노선 경로
전 구간 지방도 제508호선에 속하므로 이에 대한 별도 표기는 생략한다.
| 이름          | 접속 노선                 | 소재지 | 소재지 | 비고                 |
| ------------- | ------------------------- | ------ | ------ | -------------------- |
| 신기삼거리    | 국도 제19호선 (충민로)    | 증평군 | 감물면 |                      |
| 오성교        |                           | 증평군 | 감물면 | 지방도 제508호선구간 |
| 술구렁이재    |                           | 증평군 | 감물면 | 지방도 제508호선구간 |
| 이담삼거리    | 하문로                    | 증평군 | 감물면 | 지방도 제508호선구간 |
| 목도고개      |                           | 증평군 | 감물면 | 지방도 제508호선구간 |
| 목도교        |                           | 괴산군 | 불정면 | 지방도 제508호선구간 |
| 불정사거리    | 지방도 제516호선 (한불로) | 괴산군 | 불정면 | 지방도 제508호선구간 |
| 한불로와 직결 |                           |        |        |                      |

## 주요 건물 및 시설
- NH농협불정농협하나로마트 감물점 (감물로 34/오성리 65-1)
- 감물치안센터 (감물로 64/오성리 48-3)
- 감물우체국 (감물로 65/오성리 48-9)